# Bakaiku
Bakaiku és un municipi de Navarra, a la comarca de Sakana, dins la merindad de Pamplona.

## Geografia
S'esté des d'Ataun (al Nord) fins a la Serra d'Urbasa (al Sud), configurant un territori estret i llarg. La resta de les bogues són a l'Est amb Etxarri-Aranatz i a l'Oest amb Iturmendi. El territori es pot dividir en tres zones clarament diferenciades: 
- Zona Nord: muntanyenca, amb altura màxima de 960 m (en Irumugeta), amb predomini de fagedes en cotes altes i aparició de castanyers i roures en cotes més baixes.
- Zona intermèdia: plana, formant part de la vall de la Burunda. En aquesta zona abunden les terres de cultiu, i és travessada pel riu Burunda.
- Zona Sud: muntanyenca i més escarpada que la zona Nord. La hi coneix amb el nom de Barga i es correspondria amb la cara Nord de la Serra d'Urbasa. Aquí s'arriben a majors altures, i la cota màxima se situa en la muga amb Etxarri-Aranatz en el terme de Burnikutz, 1145 m.

## Administració
Actualment està integrat en la Mancomunitat de Sakana. Comparteix Secretari amb el poble veí d'Iturmendi.
| Legislatura | Alcalde                            | Grup polític                      |
| 1979        | José Miguel Ondarra                | Agrupación Independiente Bacaicoa |
| 1983        | José Manuel Etxeberría Solís       | Bakaikuko Herria                  |
| 1987        | José Manuel Etxeberría Solís       | HB                                |
| 1991        | Francisco Javier Ayestarán Erdocia | HB                                |
| 1995        | Nicanor Ansó                       | EA                                |
| 1999        | José Manuel Etxeberría Solís       | EH                                |
| 2003        | Javier Angel Anda Landa            | TXUNKAI                           |
| 2007        | Eduardo Urrestarazu                | NaBai                             |

## Demografia
| 1975 | 1981 | 1986 | 1991 | 1996 | 1998 | 1999 | 2000 | 2001 | 2002 | 2003 | 2004 | 2005 | 2006 | 2007 |  |
| ---- | ---- | ---- | ---- | ---- | ---- | ---- | ---- | ---- | ---- | ---- | ---- | ---- | ---- | ---- |  |
| 359  | 360  | 376  | 358  | 359  | 365  | 363  | 360  | 362  | 349  | 345  | 333  | 338  | 337  | 338  |  |

## Història
Com tot la Vall de la Burunda, el municipi està situat en un corredor natural i estratègic entre Àlaba, Navarra i Guipúscoa. La història de Bakaiku està molt lligada a la de la Vall, havent estat un poble molt castigat per les contínues lluites i enfrontaments que tenen lloc en la zona. Així, primer va guerrejar contra els guipuscoans, més tard va ser arrasada per les tropes napoleóniques, i finalment pels carlins. Els seus furs van ser també parells als de la Vall, rebent del rei don Sanç el Fort els de Laguardia. Posteriorment els reis Felip III, Carles II el Dolent, i Joan II, van millorar aquestes condicions. Finalment, el rei don Joan III d'Albret, en l'any 1494, va suprimir la percha anomenada "gailurdirua".
La seva història ve datada amb anterioritat als estatuts de la Universitat de la Vall de la Burunda (1211), i de fet, en el segle xviii, era un dels nuclis de població més importants de la zona. També és important la presència humana en èpoques prehistòriques, com ho testifica el destral de sílex aquí oposada i que es troba exposada al Museu de Navarra. Quant a llegendes, es conta que de les forestse de Bakaiku van sortir els roures per a la construcció dels timons dels galions de guerra de l'Armada invencible.